# Poclușa de Beiuș
Poclușa de Beiuș – wieś w Rumunii, w okręgu Bihor, w gminie Șoimi. W 2011 roku liczyła 93 mieszkańców.